# Химна Либана
Либанска национална химна (арап. النشيد الوطني اللبناني‎‎ an-našīd al-waṭaniyy al-lubnāniyy) састављена је од стране Рашид НахлиРашида Нахлија, а компоновао ју је Вадих Сабра 1925. године. Усвојена је 12. јула 1927. године, седам година након проглашења државе Великог Либана током француског мандата.

## Историја
Либанска народна химна је изабрана на отвореном државном такмичењу за избор химне.

## Композиција
На музику за химну је у великој мери утицала изложеност Бејрута западњачкој култури крајем 19. века. Компоновао ју је 1925. године Вадих Сабвра који се школовао у Француској.

## Текст
| \| كلنا للوطن للعلى للعلم ملء عين الزّمن سيفنا والقلم سهلنا والجبل منبت للرجال قولنا والعمل في سبيل الكمال كلنا للوطن للعلى للعلم كلّنا للوطن شيخنا والفتى عند صوت الوطن أسد غاب متى ساورتنا الفتن شرقنا قلبه أبداً لبنان صانه ربه لمدى الأزمان كلنا للوطن للعلى للعلم كلنا للوطن بحره برّه درّة الشرقين رِفدُه برّهُ مالئ القطبين إسمه عزّه منذ كان الجدود مجدُهُ أرزُهُ رمزُهُ للخلود كلّنا للوطن للعلى للعلم كلّنا للوطن \| | Kullunā li-l-waṭan, li-l-ʻulā li-l-ʻalam Milʼu ʻayn iz-zaman, sayfunā wa-l-qalam Sahlunā wa-l-jabal, manbitun li-r-rijāl Qawlunā wa-l-ʻamal fī sabīli l-kamāl Kullunā li-l-waṭan, li-l-ʻulā li-l-ʻalam, Kullunā li-l-waṭan Šayḫunā wa-l-fatā, ʻinda ṣawṭi l-waṭan ʼUsdu ġābin matā, sāwaratnā l-fitan Šarqunā qalbuhu, ʼabadan Lubnān Ṣānahu rabbuhu, li-madā l-azmān Kullunā li-l-waṭan, li-l-ʻulā li-l-ʻalam, Kullunā li-l-waṭan Baḥruhu barruhu, durratu š-šarqayn Rifduhu birruhu, māliʼu l-quṭbayn ʼIsmuhu ʻizzuhu, munḏu kāna l-judūd Majduhu ʼarzuhu, ramzuhu li-l-ḫulūd Kullunā li-l-waṭan, li-l-ʻulā li-l-ʻalam Kullunā li-l-waṭan | Сви ми! За нашу земљу, нашу славу и заставу! Наша храброст и дела трн су у оку годинама. Наша долина и планина, изнедрују јаке људе. Наше речи и дела доводимо до савршенства. Сви ми! За нашу земљу, нашу славу и заставу! Сви ми! За нашу земљу! Сваки старац, свако дете, спремно је на позив Домовине, У мучном часу, попут лавова из џунгле смо. Срце истока увек је Либан, Нека га Бог чува довека! Сви ми! За нашу земљу, нашу славу и заставу! Сви ми! За нашу земљу! Драгуљ истока су његова мора и копна. Светом одјекују његова дела на све стране. А име његово је славно од почетка времена. Кедрови су његов понос, његов симбол бесмртности! Сви ми! За нашу земљу, нашу славу и заставу! Сви ми! За нашу земљу! | Tous pour la Patrie, pour la Gloire, pour le drapeau ! Depuis les premiers siècles, toujours avec notre épée et notre crayon Nos plaines et nos montagnes sont sources de nos hommes vaillants Nos paroles et actions, pour atteindre la Perfection Tous pour la Patrie, pour la Gloire, pour le drapeau, Tous pour la Patrie ! Les vieux et les jeune à l'appel de la Patrie Lion[s] de jungle[s] lorsque l'on nous défie Le cœur de Notre Orient restera pour toujours le Liban Nous protège son Dieu quelle que soit l'époque Tous pour la Patrie, pour la Gloire, pour le drapeau, Tous pour la Patrie ! Sa mer et sa terre, Perle des deux Orients Son symbole est sa charité, elle atteint les deux pôles Son nom et son triomphe [sont connus] depuis l'époque de nos aïeux Sa Gloire et son Cèdre, symboles jusqu'à l'éternité Tous pour la Patrie, pour la Gloire, pour le drapeau, tous pour la Patrie ! |
| كلنا للوطن للعلى للعلم ملء عين الزّمن سيفنا والقلم سهلنا والجبل منبت للرجال قولنا والعمل في سبيل الكمال كلنا للوطن للعلى للعلم كلّنا للوطن شيخنا والفتى عند صوت الوطن أسد غاب متى ساورتنا الفتن شرقنا قلبه أبداً لبنان صانه ربه لمدى الأزمان كلنا للوطن للعلى للعلم كلنا للوطن بحره برّه درّة الشرقين رِفدُه برّهُ مالئ القطبين إسمه عزّه منذ كان الجدود مجدُهُ أرزُهُ رمزُهُ للخلود كلّنا للوطن للعلى للعلم كلّنا للوطن       | | | |